# Karlsøy
Karlsøy este o comună din provincia Troms, Norvegia.